# 얀 노보타
얀 노보타(슬로바키아어: Ján Novota, 1983년 11월 29일 ~ )는 은퇴한 슬로바키아의 축구 선수이다.
2014년 5월 23일, 그는 몬테네그로와의 경기에서 슬로바키아 축구 국가대표팀 데뷔전을 치렀다.